# Maria Magdalena Łubieńska

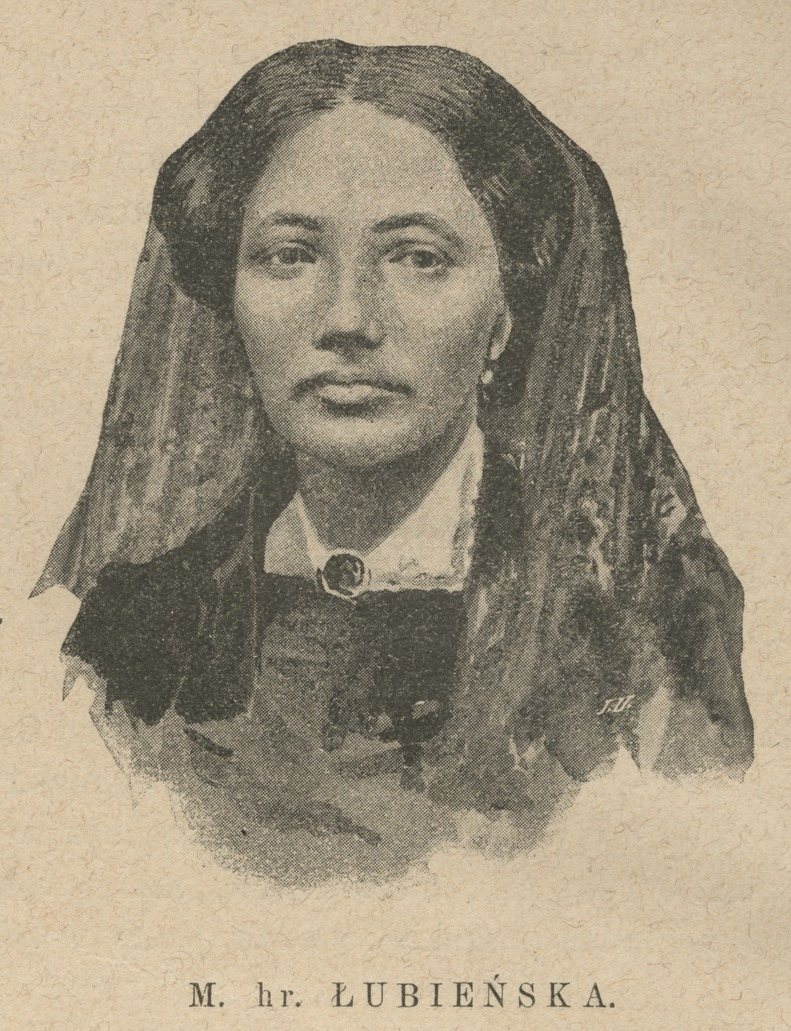
Maria Magdalena Łubieńska

Maria Magdalena Łubieńska, còn được biết là Nữ bá tước Łubieńska (sinh năm 1833 – mất năm 1920) là một họa sĩ và nhà giáo dục người Ba Lan. Bà thuộc dòng dõi quý tộc.

## Tiểu sử
Bà được sinh vào năm 1833, là con của doanh nhân Henryk Łubieński và vợ của ông là Irena (nhũ danh Potocki). Bà nhận giáo dục tại nhà. Năm 22 tuổi, bà kết hôn với người anh họ Paweł Łubieński, làm vợ thứ hai của ông và họ có với nhau năm người con. Bà vẽ tranh với màu nước và sơn dầu. Phụ nữ quý tộc Ba Lan vào thời điểm đó thường học các kỹ năng như sáng tạo nghệ thuật, tuy nhiên phần lớn họ đều ngưng sau khi kết hôn, trừ những ai có hoàn cảnh cuộc sống buộc làm nghệ thuật như một kế sinh nhai.
Łubieńska đã thành lập Trường Vẽ và Hội họa. Ngôi trường này hoạt động từ năm 1867 cho đến khoảng năm 1910. Trường học của bà trở nên nổi tiếng với việc sản xuất kính màu. Loại kính này thường được lắp trong các nhà thờ được thiết kế theo kiến trúc Phục hưng không chỉ ở Vương quốc Ba Lan, mà còn ở các phân vùng khác và ở sâu trong nước Nga.
Bà mất năm 1920.